# Індуліс Емсіс
Індуліс Емсіс (латис. Indulis Emsis; нар. 2 січня 1952, Салацґріва, Латвія) — латвійський політик. Прем'єр-міністр Латвії (вісім місяців 2004 року), що представляв Зелену партію, але сповідував консервативні погляди. Спікер Сейму Латвії (2006—2007). Вчений біолог.

## Життєпис
Доктор біологічних наук, випускник Латвійського університету. 1990 року став одним із засновників Партії зелених. У 1993—1998 роках — міністр довкілля, працював над проблемами забруднення Балтійського моря.
Короткий час був прем'єр-міністром Латвії, згодом — спікером Сейму Латвії.
У 2007 припинив політичну діяльність.